# Biris
Biris is een bestuurslaag in het regentschap Belu van de provincie Oost-Nusa Tenggara, Indonesië. Biris telt 729 inwoners (volkstelling 2010).